# Alfonso Gesualdo
Alfonso Gesualdo (Calitri, 20 ottobre 1540 – Napoli, 14 febbraio 1603) è stato un cardinale e arcivescovo cattolico italiano.
Fu nominato cardinale della Chiesa cattolica da papa Pio IV.

## Biografia
Nacque a Calitri il 20 ottobre del 1540 da Luigi, quinto conte di Conza e primo principe di Venosa (dal 1561), e da Isabella Ferella.
Papa Pio IV lo elevò al rango di cardinale nel concistoro del 26 febbraio 1561 e il 10 marzo dello stesso anno ottenne il titolo di cardinale diacono di Santa Cecilia; ottenne quello di cardinale presbitero solo il 22 ottobre 1563.
Durante la sua carriera ecclesiastica venne successivamente nominato arcivescovo di Conza dal 1561 al 1572, vescovo di Albano dal 1583, vescovo di Frascati dal 1587, vescovo di Porto e Santa Rufina dal 1589, vescovo di Ostia dal 1591 ed arcivescovo di Napoli dal 1596.
Partecipò a 7 elezioni papali:
- Conclave del 1565-1566
- Conclave del 1572
- Conclave del 1585
- Conclave del settembre 1590
- Conclave dell'ottobre-dicembre 1590
- Conclave del 1591
- Conclave del 1592

Morì il 14 febbraio 1603 all'età di 62 anni.

## Genealogia episcopale e successione apostolica
La genealogia episcopale è:
- Cardinale Guillaume d'Estouteville, O.S.B.Clun.
- Papa Sisto IV
- Papa Giulio II
- Cardinale Raffaele Sansone Riario
- Papa Leone X
- Papa Paolo III
- Cardinale Francesco Pisani
- Cardinale Alfonso Gesualdo

La successione apostolica è:
- Arcivescovo Salvatore Caracciolo, C.R. (1572)
- Arcivescovo Marcantonio Pescara (1574)
- Arcivescovo Silvio de Sainte-Croix (1574)
- Papa Clemente VIII (1592)
- Cardinale Filippo Spinelli (1592)
- Vescovo Marco Magnacervo, C.R. (1593)
- Vescovo Vincenzo Giustiniani (1593)
- Vescovo Basilio Pignatelli, C.R. (1593)
- Arcivescovo Annibale d'Afflitto (1593)
- Vescovo Cesare Del Pezzo (1593)
- Vescovo Benedetto Mandina, C.R. (1594)
- Arcivescovo Juan de Castro, O.S.B. (1600)

## Ascendenza
|                                                           |                                                  |                                            | Genitori                                     |  |  | Nonni |  |  | Bisnonni                               |  |  | Trisnonni                             |  |
|                                                           |                                                  |                                            |                                              |  |  |       |  |  | Luigi III Gesualdo, III conte di Conza |  |  | Sansone II Gesualdo, I conte di Conza |  |
|                                                           |                                                  |                                            |                                              |  |  |       |  |  | Luigi III Gesualdo, III conte di Conza |  |  | Sansone II Gesualdo, I conte di Conza |  |
|                                                           |                                                  | Costanza di Capua                          |                                              |  |  |       |  |  | Luigi III Gesualdo, III conte di Conza |  |  |                                       |  |
| Fabrizio I Gesualdo, IV conte di Conza                    |                                                  |                                            |                                              |  |  |       |  |  | Luigi III Gesualdo, III conte di Conza |  |  |                                       |  |
|                                                           |                                                  | Giovanna Sanseverino                       | Roberto Sanseverino, I principe di Salerno   |  |  |       |  |  |                                        |  |  |                                       |  |
|                                                           |                                                  | Giovanna Sanseverino                       | Roberto Sanseverino, I principe di Salerno   |  |  |       |  |  |                                        |  |  |                                       |  |
|                                                           |                                                  | Giovanna Sanseverino                       | Raimondina Orsini del Balzo                  |  |  |       |  |  |                                        |  |  |                                       |  |
| Luigi IV Gesualdo, I principe di Venosa                   |                                                  | Giovanna Sanseverino                       |                                              |  |  |       |  |  |                                        |  |  |                                       |  |
|                                                           |                                                  | Troiano II Caracciolo, I principe di Melfi | Giovanni Caracciolo, II duca di Melfi        |  |  |       |  |  |                                        |  |  |                                       |  |
|                                                           |                                                  | Troiano II Caracciolo, I principe di Melfi | Giovanni Caracciolo, II duca di Melfi        |  |  |       |  |  |                                        |  |  |                                       |  |
|                                                           |                                                  | Troiano II Caracciolo, I principe di Melfi | Sveva Sanseverino                            |  |  |       |  |  |                                        |  |  |                                       |  |
| Sveva Caracciolo                                          |                                                  | Troiano II Caracciolo, I principe di Melfi |                                              |  |  |       |  |  |                                        |  |  |                                       |  |
|                                                           |                                                  | Ippolita Paola Sanseverino                 | Guglielmo Sanseverino, III conte di Capaccio |  |  |       |  |  |                                        |  |  |                                       |  |
|                                                           |                                                  | Ippolita Paola Sanseverino                 | Guglielmo Sanseverino, III conte di Capaccio |  |  |       |  |  |                                        |  |  |                                       |  |
|                                                           |                                                  | Ippolita Paola Sanseverino                 | Isabella Carafa                              |  |  |       |  |  |                                        |  |  |                                       |  |
| Alfonso Gesualdo                                          |                                                  | Ippolita Paola Sanseverino                 |                                              |  |  |       |  |  |                                        |  |  |                                       |  |
|                                                           | Mazzeo Ferrillo, conte di Acerenza e Muro Lucano | Giacomo Andrea Ferrillo                    |                                              |  |  |       |  |  |                                        |  |  |                                       |  |
|                                                           | Mazzeo Ferrillo, conte di Acerenza e Muro Lucano | Giacomo Andrea Ferrillo                    |                                              |  |  |       |  |  |                                        |  |  |                                       |  |
|                                                           | Mazzeo Ferrillo, conte di Acerenza e Muro Lucano | Caterinella de Majo                        |                                              |  |  |       |  |  |                                        |  |  |                                       |  |
| Giacomo Alfonso Ferrillo, conte di Acerenza e Muro Lucano | Mazzeo Ferrillo, conte di Acerenza e Muro Lucano |                                            |                                              |  |  |       |  |  |                                        |  |  |                                       |  |
|                                                           |                                                  | Maria Anna Rossi                           | …                                            |  |  |       |  |  |                                        |  |  |                                       |  |
|                                                           |                                                  | Maria Anna Rossi                           | …                                            |  |  |       |  |  |                                        |  |  |                                       |  |
|                                                           |                                                  | Maria Anna Rossi                           | …                                            |  |  |       |  |  |                                        |  |  |                                       |  |
| Isabella Ferrillo                                         |                                                  | Maria Anna Rossi                           |                                              |  |  |       |  |  |                                        |  |  |                                       |  |
|                                                           |                                                  | Gojko Balšić, co-signore di Misia          | Stefan Balšić                                |  |  |       |  |  |                                        |  |  |                                       |  |
|                                                           |                                                  | Gojko Balšić, co-signore di Misia          | Stefan Balšić                                |  |  |       |  |  |                                        |  |  |                                       |  |
|                                                           |                                                  | Gojko Balšić, co-signore di Misia          | Vlajka Castriota                             |  |  |       |  |  |                                        |  |  |                                       |  |
| Maria Balsa                                               |                                                  | Gojko Balšić, co-signore di Misia          |                                              |  |  |       |  |  |                                        |  |  |                                       |  |
|                                                           |                                                  | Komnina Arianiti                           | Gjergj Arianiti                              |  |  |       |  |  |                                        |  |  |                                       |  |
|                                                           |                                                  | Komnina Arianiti                           | Gjergj Arianiti                              |  |  |       |  |  |                                        |  |  |                                       |  |
|                                                           |                                                  | Komnina Arianiti                           | Maria Muzaka                                 |  |  |       |  |  |                                        |  |  |                                       |  |
|                                                           |                                                  | Komnina Arianiti                           |                                              |  |  |       |  |  |                                        |  |  |                                       |  |